# Colorado Rockies
I Colorado Rockies, con sede in Denver, sono una delle franchigie professionistiche della Major League Baseball (MLB). Sono membri della West Division della National League e disputano le loro gare interne al Coors Field. Il loro manager è Walt Weiss. I Rockies hanno conquistato una volta la National League, nel 2007, grazie a una rimonta in cui vinsero 21 delle ultime 22 partite di campionato, raggiungendo le World Series, dove furono battuti dai campioni della American League (AL), i Boston Red Sox, in quattro gare. Attualmente, secondo la rivista Forbes, il loro valore è di circa 1,2 miliardi di dollari, ventiduesimi tra le franchigie della MLB

## Storia
Denver era stata a lungo sede dei Denver Bears/Zephyrs nelle Minor league baseball e molti desideravano una squadra della Major League. Dopo lo scandalo doping noto come "Pittsburgh drug trials", fu fatto un tentativo, senza successo, di trasferire lì i Pittsburgh Pirates. Tuttavia, nel 1991, come parte del piano di espansione di due squadre della MLB (gli altri furono i Florida (ora Miami) Marlins), un gruppo di Denver guidato da John Antonucci e Michael I. Monus ottenne la franchigia, cui fu dato il nome "Rockies" a causa della prossimità di Denver con le Montagne Rocciose, cosa che si è riflettuta anche nel loro logo. Monus e Antonucci furono costretti ad uscire dalla società nel 1992 dopo uno scandalo che coinvolse il primo. Il magnate dei trasporti Jerry McMorris subentrò al loro posto salvando la franchigia, permettendole di iniziare a giocare nel 1993. I Rockies condivisero il Mile High Stadium (che era stato costruito originariamente per gli Zephyrs) con i Denver Broncos della National Football League nelle prime due stagioni, mentre il Coors Field era in fase di costruzione. Fu completato per la stagione 1995.
Nel 1993, iniziarono a giocare nella Western division della National League e da allora hanno raggiunto per quattro volte i playoff, sempre come wild card. Per due volte (1995 e 2009) furono eliminati nel primo turno. Nel 2007, i Rockies raggiunsero le World Series, perdendo per quattro gare a zero contro i Boston Red Sox.

## Numeri ritirati
I Rockies hanno ritirato tre numeri: il 17 di Todd Helton, il 33 di Larry Walker e il 42, il numero di Jackie Robinson, ritirato da tutte le squadre della Major League Baseball nel 1997.
| Todd Helton 1B Ritirato il 17 agosto 2014 | Larry Walker RF Ritirato il 25 settembre 2021 | Jackie Robinson Tutta MLB Onorato il 15 aprile 1997 | Keli McGregor Pres. Onorato il 28 settembre 2010 |

## Premi individuali

### MVP della NL
- 1997 – Larry Walker

### MVP delle NLCS
- 2007 – Matt Holliday

### Rookie dell'anno della NL
- 2002 – Jason Jennings

### Silver Slugger Award
- Dante Bichette (1995)
- Vinny Castilla (1995, 1997–98)
- Andrés Galarraga (1996)
- Eric Young (1996)
- Ellis Burks (1996)
- Larry Walker (1997, 1999)
- Mike Hampton (2001–02)
- Todd Helton (2000–03)
- Matt Holliday (2006–08)
- Carlos González (2010)
- Troy Tulowitzki (2010–11)
- Michael Cuddyer (2013)
- Nolan Arenado (2015–16)
- Charlie Blackmon (2016)

### Hank Aaron Award
- 2000 – Todd Helton

### Guanti d'oro
- Larry Walker (1997–99, 2001–02)
- Neifi Pérez (2000)
- Todd Helton (2001–02, 2004)
- Carlos González (2010, 2012–13)
- Troy Tulowitzki (2010–11)
- Nolan Arenado (2013–16)
- DJ LeMahieu (2014)

### Manager dell'anno
- 1995 – Don Baylor
- 2009 – Jim Tracy

## Affiliate nella Minor League
| Livello | Team                 | League                  | Città                             |
| ------- | -------------------- | ----------------------- | --------------------------------- |
| AAA     | Albuquerque Isotopes | Triple-A West           | Albuquerque, Nuovo Messico        |
| AA      | Hartford Yard Goats  | Double-A Northeast      | Hartford, Connecticut             |
| A+      | Spokane Indians      | High-A West             | Spokane Valley, Washington        |
| A-      | Fresno Grizzlies     | Low-A West              | Fresno, California                |
| Rookie  | ACL Rockies          | Arizona Complex League  | Scottsdale, Arizona               |
| Rookie  | DSL Colorado         | Dominican Summer League | Boca Chica, Repubblica Dominicana |
| Rookie  | DSL Rockies          | Dominican Summer League | Boca Chica, Repubblica Dominicana |